# Venstre (Dánia)
A Venstre (dánul szó szerint: Bal), teljes nevén Venstre, Danmarks Liberale Parti (Venstre – Dán Liberális Párt) Dánia egyik legnagyobb pártja. Alapításakor szabadpiaci liberális elvek mentén politizált, ma a jobbközép pártok közé sorolható. A Liberális Internacionálé tagja; az Európai Parlamentben (az Európai Liberáldemokrata és Reform Párt tagjaként) a Liberálisok és Demokraták Szövetsége Európáért képviselőcsoport sorait erősíti.
A 2005-ös parlamenti választásokon 29%-ot kapott, így a Folketing 179 képviselői helyéből 52-t szerzett meg. Elnöke, Anders Fogh Rasmussen alakított kormányt a Konzervatív Néppárttal koalícióban, a Dán Néppárt támogatásával.

## Ideológia
A párt nevével ellentétben egy jobbközép, klasszikus liberális pártnak számít és elkötelezetten piacpárti. A pártot 1998 és 2009 között Anders Fogh Rasmussen vezette, aki a Fra socialstat til minimalstat (Szociális államtól a kicsi államig) című könyvében írta meg, hogy Dániában a skandináv államokra jellemző jóléti modell gazdasági liberalizmussal kell teljesen megreformálni: alacsonyabb adók kivetésével és a kormány kisebb szerepvállalásával a gazdaságban. 

## Külső hivatkozások
- A Venstre hivatalos honlapja (dán)
- A párt adatlapja a Politiken újságban[halott link] (dán)